# 艶冶な気分
「艶冶な気分」（えんやなきぶん）は、日本の演歌歌手川中美幸のシングルである。2009年4月16日発売。発売元はテイチクエンタテインメント。

## 収録曲
1. 艶冶な気分(3:46)
作詞：吉岡治、作曲：弦哲也、編曲：若草恵
2. 艶冶な気分（オリジナル・カラオケ）(3:46)
3. 艶冶な気分（メロ入りカラオケ）(3:46)
4. 花のあとさき(4:55)
作詞：吉岡治、作曲：弦哲也、編曲：前田俊明
5. 花のあとさき（オリジナル・カラオケ）(4:53)